# Nicola Bryant

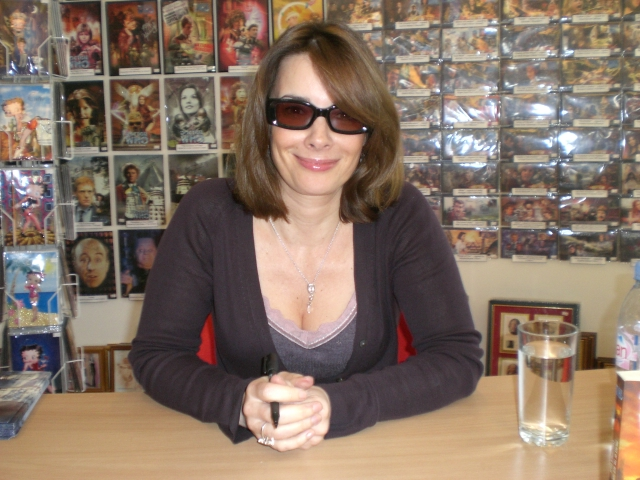
Nicola Bryant

Nicola Jane Bryant (* 11. Oktober 1960 in Guildford, Surrey) ist eine britische Schauspielerin.

## Leben und Karriere
Byrant ist die älteste Tochter eines Heizungsinstallateurs. Im Alter von drei Jahren nahm sie Klavierunterricht. Im Alter von zehn Jahren bewarb sie sich an mehreren Ballettschulen, wurde aber auf Grund ihres Asthmas in keiner Schule aufgenommen. Daher beschloss sie sich nun dem Schauspielen zu widmen. Sie besuchte die Webber Douglas Schauspielschule. Während ihrer Schulzeit sie heiratete den Broadway Sänger Scott Kennedy, trennte sich aber später von ihm. Ihr letzter Auftritt mit der Schauspielschule war eine Hauptrolle in dem Musical No, No, Nanette. Dort wurde sie von einer Agentin entdeckt, die sie fragte ob sie zum Casting der britischen Fernsehserie Doctor Who kommen möchte. Bryant bekam die Rolle der Peri Brown, die sie von 1984 bis 1986 spielte. Peri war eine Begleiterin des fünften und sechsten Doktors. Nach ihrem Ausscheiden bei Doctor Who arbeitete Byrant hauptsächlich im Theater. Sie erschien in Produktionen wie So Long on Lonely Street, Jeeves, Twelfth Night, Killing Jessica und Who's Afraid of Virginia Woolf. Außerdem war sie im Fernsehen in Blackadder's Christmas Carol und in dem Doctor Who Special Dimensions in Time zu sehen. Von 1992 bis 1995 stellte sie Miss Brown in drei Filmen der The Stranger Filmreihe dar. 1995 spielte sie eine der Hauptfiguren in der Kinderserie The Biz. 2007 erschien sie in Tom Stoppards Rock ‘n’ Roll, einer West End Produktion. In den Hörspielen von Big Finish spricht sie ihre Doctor Who Figur Peri Brown erneut.

## Filmografie (Auswahl)
- 1984–1986: Doctor Who (Fernsehserie, 33 Folgen)
- 1988–1993: The Stranger (Filmreihe, drei Teile)
- 1993: The Airzone Solution
- 1995: The Biz (Fernsehserie)
- 1998: Parting Shots
- 2010: Scoop (Fernsehserie, 1 Folge)